# Toshimitsu Motegi
Toshimitsu Motegi (茂木 敏充, Motegi Toshimitsu), né le 7 octobre 1955 à Ashikaga dans la préfecture de Tochigi, est un homme politique japonais ayant occupé plusieurs fois des responsabilités gouvernementales.

## Biographie
Toshimitsu Motegi est diplômé de l'université de Tokyo en 1978, puis travaille pour le grand conglomérat Marubeni jusqu'en 1980. Il poursuit des études aux États Unis à la John F. Kennedy School of Government d'Harvard où il obtient un diplôme de politique publique en 1983. 
Après avoir brièvement travaillé pour le grand journal Yomiuri Shimbun, il rejoint le groupe de conseil McKinsey & Company, où il travaille jusqu'en 1992.
Il est pour la première fois élu en 1993 à la Chambre des représentants du Japon dans le district 5 de la préfecture de Tochigi; il est réélu à neuf reprises comme député de ce district. 
En 2002, il devient pour la première fois membre du gouvernement comme vice-ministre des Affaires étrangères. Il occupe ensuite plusieurs postes de ministre, dont celui des Affaires étrangères à partir de 2019, ainsi que des fonctions de responsabilité dans son parti, le Parti libéral-démocrate (PLD).
Au sein du PLD, Motegi exerce depuis l'été 2021 la présidence de la faction « Takeshita », qui est la troisième plus importante faction du parti avec 52 membres. Le 4 novembre 2021, quelques jours après les élections législatives, il quitte le gouvernement et devient secrétaire général du PLD.
En septembre 2024, à la suite de la démission de Fumio Kishida de la présidence du PLD, Motegi est candidat à sa succession et donc au poste de Premier Ministre du Japon. Il s'oppose notamment à Yōko Kamikawa, Sanae Takaichi, Yoshimasa Hayashi, Shigeru Ishiba et Shinjirō Koizumi,. Sa candidature est soutenue, entre autres, par Michiko Ueno.